# Time (일렉트릭 라이트 오케스트라의 음반)
| 전문가 평가                   | 전문가 평가 |
| 평가 점수                     | 평가 점수   |
| 출처                          | 점수        |
| ----------------------------- | ----------- |
| AllMusic                      | [ 7 ]       |
| Encyclopedia of Popular Music | [ 8 ]       |
| MusicHound                    | woof!       |
| Rolling Stone                 | [ 10 ]      |
| The Rolling Stone Album Guide | [ 11 ]      |

《Time》은 1981년 7월 31일, 제트 레코드에서 발매된 영국의 록 밴드 일렉트릭 라이트 오케스트라(ELO)의 아홉 번째 스튜디오 음반이다. 이 음반은 1980년대 한 남자가 2095년까지 끌려가 기술 발전과 과거의 로맨스에 대한 갈망이라는 이분법에 직면하는 내용을 담고 있다. 이 음반은 신시사이저를 많이 사용하고 이전 ELO 음반의 오케스트라 록과는 다른 스타일 변화로 엇갈린 평가를 받았음에도 불구하고 2주 동안 영국 음반 차트에서 1위를 차지했다. 그것은 그 이후로 특히 복고미래주의 마니아들 사이에서 컬트 추종자들을 얻었다.
《Time》은 1950년대 음악, 뉴 웨이브, 레게, 로커빌리, 비틀즈, 필 스펙터, 더 섀도스의 요소들을 결합한 신스팝의 작품이다. 이 음반은 일반적인 오케스트라보다 전자 기기를 강조함으로써 밴드의 사운드에서 탈피했음을 알렸다. 이 음반은 1974년 《Eldorado》의 두 번째 콘셉트 음반이기도 하다. 리드 싱글인 〈Hold On Tight〉를 위해 만들어진 뮤직 비디오는 약 4만 파운드의 예산으로 그 시점까지 만들어진 것 중 가장 비쌌다. 음반 발매에 이어 〈Twilight〉, 〈Ticket to the Moon〉(〈Here Is the News〉가 지원됨), 〈Rain Is Falling〉, 〈The Way Life's Meant to Be〉 등 4개의 싱글이 더 나왔다.
이 음반은 ELO의 가장 영향력 있는 음반이자 시간 여행에 전념한 최초의 주요 콘셉트 음반으로 여겨진다. 〈Twilight〉은 1983년 단편 애니메이션 《다이콘 IV 오프닝 애니메이션》에서 사용된 것으로 널리 알려지게 되었다. 2001년, 《Time》의 CD 재발행에는 원래 LP에서 제외되었던 세 개의 추가 트랙이 포함되었다.

## 배경 및 녹음
《Time》은 ELO가 3인조 스트링 섹션(음반에 오케스트레이션이 사용되었음에도 불구하고)을 생략한 음반 《Discovery》와 1980년 동명의 뮤지컬 영화의 사운드트랙인 《Xanadu》에 이어 엇갈린 반응을 얻었다. 《Time》에서 밴드 리더 제프 린은 밴드의 오케스트라 사운드보다 전자 음악을 강조하기로 결정했다. 그는 2095년에 시간 여행과 문명에 초점을 맞춘 주제곡 모음집을 썼다. 이 음반의 음악적 스타일은 1950년대 뉴 웨이브, 레게, 로커빌리와 비틀즈, 필 스펙터, 더 섀도스와 같은 아티스트들의 작품에서 따왔다. 《팝매터스》를 위해 글을 쓴 케빈 매튜스는 이 음반이 게리 누만, OMD, 휴먼 리그와 같은 현대 아티스트들이 대중화한 영국 신스팝 사운드에 린이 흡수된 것을 반영한다고 말한다.
ELO는 독일 뮌헨의 뮤직랜드 스튜디오에서 주로 시간을 녹음했고, 스웨덴 스톡홀름의 폴라 스튜디오에서 일부 세션이 열렸다. 이 음반의 맥락에 따라 작곡된 세 곡이 추가로 녹음되었지만, 〈The Bouncer〉, 〈When Time Stand Still〉, 〈Julie Don't Live Here〉는 발매를 중단했다. 이 곡들은 원래 《Time》의 더블 음반에 수록될 예정이었지만, 《Time》이 싱글 음반으로 전락한 후, 그 대신 후기 싱글의 B-사이드로 발매되었다.

## 곡 목록
모든 곡들은 제프 린이 작사/작곡하였다.
| #  | 제목                           | 재생 시간 |
| -- | ------------------------------ | --------- |
| 1. | 〈Prologue〉                   | 1:15      |
| 2. | 〈Twilight〉                   | 3:35      |
| 3. | 〈Yours Truly, 2095〉          | 3:15      |
| 4. | 〈Ticket to the Moon〉         | 4:06      |
| 5. | 〈The Way Life's Meant to Be〉 | 4:36      |
| 6. | 〈Another Heart Breaks〉       | 3:46      |

| #  | 제목                          | 재생 시간 |
| -- | ----------------------------- | --------- |
| 1. | 〈Rain Is Falling〉           | 3:54      |
| 2. | 〈From the End of the World〉 | 3:16      |
| 3. | 〈The Lights Go Down〉        | 3:31      |
| 4. | 〈Here Is the News〉          | 3:49      |
| 5. | 〈21st Century Man〉          | 4:00      |
| 6. | 〈Hold On Tight〉             | 3:05      |
| 7. | 〈Epilogue〉                  | 1:30      |

## 인증
| 국가                       | 인증     | 판매량/출하량 |
| -------------------------- | -------- | ------------- |
| 오스트레일리아             | —        | 130,000       |
| 독일 (BVMI)                | 골드     | 250,000^      |
| 영국 (BPI)                 | 플래티넘 | 300,000^      |
| 미국 (RIAA)                | 골드     | 500,000^      |
| ^출하량을 기반으로 한 인증 |          |               |